# Hypotaurine
L’hypotaurine est un composé chimique de formule H2N–CH2–CH2–SOOH. Il s'agit d'un acide sulfinique intermédiaire de la biosynthèse de la taurine. Comme cette dernière, elle agit également comme neurotransmetteur endogène sur les récepteurs de la glycine.
Elle est produite par la cystéamine dioxygénase (EC 1.13.11.19). 